# بانک بغداد
بانک بغداد (انگلیسی: Bank of Baghdad) شرکت خدمات مالی و بانکداری عراقی است، که در سال ۱۹۹۲ تأسیس شد.